# Dolichopeza tawainicola
Dolichopeza tawainicola är en tvåvingeart som beskrevs av Alexander 1934. Dolichopeza tawainicola ingår i släktet Dolichopeza och familjen storharkrankar.
Artens utbredningsområde är Taiwan. Inga underarter finns listade i Catalogue of Life.